# Maina Gielgud
Maina Gielgud (Londra, 14 gennaio 1945) è un'ex ballerina e direttrice artistica britannica.

## Biografia
Maina Gielgud è nata a Londra, figlia dell'accademico Lewis Gielgud e dell'attrice Zita Gordon; suo zio era l'attore John Gielgud. Ha iniziato a studiare danza a sei anni a Bruxelles, dove viveva con la famiglia; la sua prima insegnante era Nadine Nicolaeva-Legat, moglie di Nikolaj Legat. Tra il 1952 e il 1955 proseguì con gli studi a Londra e Parigi, dove è stata allieva di Ol'ga Preobraženskaja, Tamara Platonovna Karsavina e Lydia Kyasht. Successivamente ha continuato a perfezionarsi a Cannes e Monte Carlo sotto la supervisione di Ljubov' Nikolaevna Egorova, Rosella Hightower e Marika Bezobrazova.
Tra il 1961 e il 1962 è stata ballerina di fila con la compagnia di Roland Petit, a cui è seguito un breve periodo con la compagnia di George de Cuevas e uno come solista con Ballet de l'Etoile de Milorad Miskovitch. Dal 1963 al 1967 è stata prima ballerina del Grand Ballet Classique de France e poi è stata ballerina principale della compagnia di Maurice Béjart dal 1967 al 1971. Dopo due anni con il balletto dell'Opera di Berlino, dal 1973 al 1976 ha danzato con il London Festival Ballet e dal 1976 al 1978 è stata artista principale del Sadler's Wells Theatre Ballet. Inoltre prima del ritiro dalle scene nel 1981 ha danzato come ospite con compagnie di alto profilo quali l'Australian Ballet, il Ballet National de Marseille, lo Scottish Ballet e il Balletto Nazionale Ungherese.
Dal 1983 al 1996 è stata direttrice artistica dell'Australian Ballet e nei quattordici anni della sua direzione della compagnia ha ampliato il repertorio con oltre quaranta balletti, cominciando con Spartak. Tra il 1997 e il 1999 ha lavorato come direttrice artistica del Balletto Reale Danese, mentre dal 2003 al 2005 ha diretto lo Houston Ballet. Nel 2008 ha dato il suo addio alla danza con The Exquisite Hour in scena al Royal Theatre di Sydney e lo stesso Maurice Béjart aveva modificato la coreografia del ruolo della protagonista appositamente per Gielgud. Nel corso della sua carriera ha lavorato come répétiteur e coreografa freelance per l'English National Ballet, il Tokyo Ballet, il Boston Ballet, il National Ballet of Canada, il San Francisco Ballet, il Balletto dell'Opera di Roma e il Ballet de Opéra national du Rhin.